# Juan Escarré Urueña
Juan Escarré Urueña (Alacant, 23 de febrer de 1969) és un jugador internacional d'hoquei sobre herba, ja retirat, guanyador d'una medalla olímpica. Fill del polític Antoni Escarré, ex conseller de la Generalitat Valenciana.
Membre del Club Atlètic Sant Vicenç de la ciutat d'Alacant va participar, als 27 anys, en els Jocs Olímpics d'Estiu de 1996 realitzats a Atlanta (Estats Units), on va aconseguir guanyar la medalla de plata en la competició masculina d'hoquei sobre herba. Posteriorment participà en els Jocs Olímpics d'Estiu de 2000 realitzats a Sydney (Austràlia), on finalitzà en novena posició, i en els Jocs Olímpics d'Estiu de 2004 realitzats a Atenes (Grècia), on finalitzà quart i aconseguí així un diploma olímpic.
Al llarg de la seva carrera ha guanyat una medalla en el Campionat del Món d'hoquei sobre herba, una medalla d'or en el Campionat d'Europa i un títol del Champions Trophy. Es va retirar el 2006. Va se seleccionador espanyol sub-18 i sub-21.